# Рапполово (Всеволожский район)
Ра́пполово  (фин. Rappula) — деревня в составе Токсовского городского поселения Всеволожского района Ленинградской области.

## Название
Название происходит от финского rappu — ступенька.

## История
По мнению авторов краеведческой книги «Всеволожск» И. В. Венцеля и Н. Д. Солохина деревня возникла ещё до Северной войны, во времена шведского владычества, однако её картографическое упоминание — деревня Раполова произошло лишь на карте окружности Санкт-Петербурга 1810 года, а затем, как деревня Рапполова — в 1834 году на карте Санкт-Петербургской губернии Ф. Ф. Шуберта.
Согласно «Карте Санкт-Петербургской губернии» от 1860 года деревня называлась Рапполова и насчитывала 7 дворов.
В XIX веке Рапполово это один из хуторов (самый южный) большой деревни «Калголова», принадлежащей графу Шувалову, не выделявшийся в списках населённых мест как отдельный населённый пункт до 1896 года.

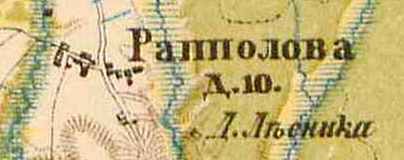
План деревни Рапполово. 1885 год.

В 1885 году Рапполово насчитывало 10 дворов.

 
РАПОЛОВО (РАППОЛОВО) — лесная сторожка на земле графа Шувалова, при просёлочной дороге 1 двор, 3 м. п., 2 ж. п. — всего 5 чел. (1896 год)

В конце XIX — начале XX века деревня административно относилась к Токсовской волости 2-го стана Шлиссельбургского уезда Санкт-Петербургской губернии. 
Административно Токсово в конце XIX — начале XX века относилось ко 2-му стану Шлиссельбургского уезда Санкт-Петербургской губернии. Население деревни было однородным — финским.

 
РАППОЛОВО — деревня Калголовского сельсовета Парголовской волости Ленинградского уезда, 29 хозяйств, 108 душ.

Из них: русских — 5 хозяйств, 22 души; ингерманландцев — 22 хозяйства, 78 душ; суоми — 2 хозяйства, 8 душ. (1926 год)

В 1928 году население деревни составляли 100 человек.
По административным данным 1933 года деревня называлась Раппулово и относилась к Калголовскому сельсовету Куйвозовского финского национального района.

РАППОЛОВО — деревня Кавголовского сельсовета Парголовского района, 195 чел.(1939 год)

Деревня Рапполово на карте 1939 года

Согласно топографической карте РККА 1939 года деревня насчитывала 34 двора. В 1940 году деревня также насчитывала 34 двора.
До 1942 года — место компактного проживания ингерманландских финнов.
В 1958 году население деревни составляли 390 человек.
По данным 1966 и 1973 годов деревня Рапполово входила в состав Вартемягского сельсовета.
В 1978 году в деревне Рапполово был основан фольклорно-этнографический коллектив «Рёнтюшки».
По данным 1990 года деревня Рапполово находилась в административном подчинении Токсовского поселкового совета.
В 1997 году в деревне проживали 1116 человек, в 2002 году — 973 человека (русских — 79%), в 2007 году — 993.

## География
Рапполово расположено в центральной части района на автодороге 41К-066 (Подъезд к ст. Ламбери).
Расстояние до административного центра поселения — 3 км.
Расстояние до ближайшей железнодорожной станции Токсово — 5 км.
Деревня находится на склоне Кавголовской камовой террасы, к югу от деревни Кавголово.

## Демография
| 2007 | 2010 | 2017 |
| ---- | ---- | ---- |
| 993  | ↘862 | ↘826 |

Национальный состав
Согласно данным Всероссийской переписи населения 2021 года в деревне проживали 158 человек, из них:
 русские — 120, финны — 9, белорусы — 2, чуваши — 2, карелы — 1,  украинцы — 1, другие национальности — 13 человек, остальные национальность не указали.

## Экономика
В деревне с 1956 года функционирует предприятие по разведению лабораторных животных и реализации их в научно-исследовательские институты — питомник РАН (ранее РАМН) «Рапполово». Также здесь находится Российский карантинный центр помощи диким животным «Велес», ставший известным благодаря истории медведя Сени, которому был поставлен памятник.

## Транспорт
- Автобусный маршрут № 491 (станция Токсово — Вартемяги)[34].

## Известные уроженцы
- Пауль Салминен[фин.] (1887–1949; имя  при  рождении – Пааво Хинканен, позднее взял фамилию супруги) — финский музыкант, выпускник Петербургской консерватории по классу тромбона, изобретатель концертного кантеле[35][36].

## Фото

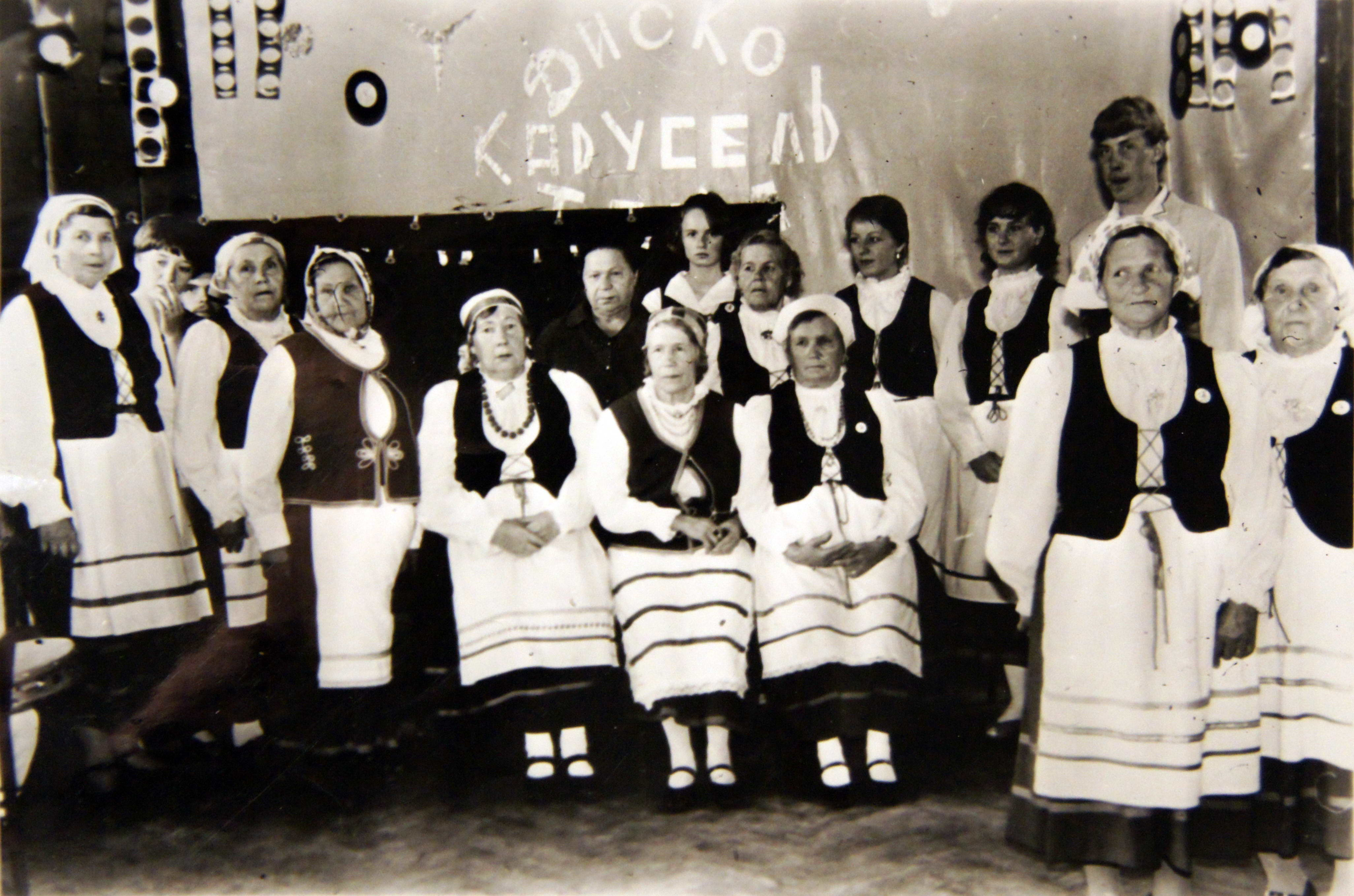
Фольклорно-этнографический коллектив «Рёнтюшки». 1986 год
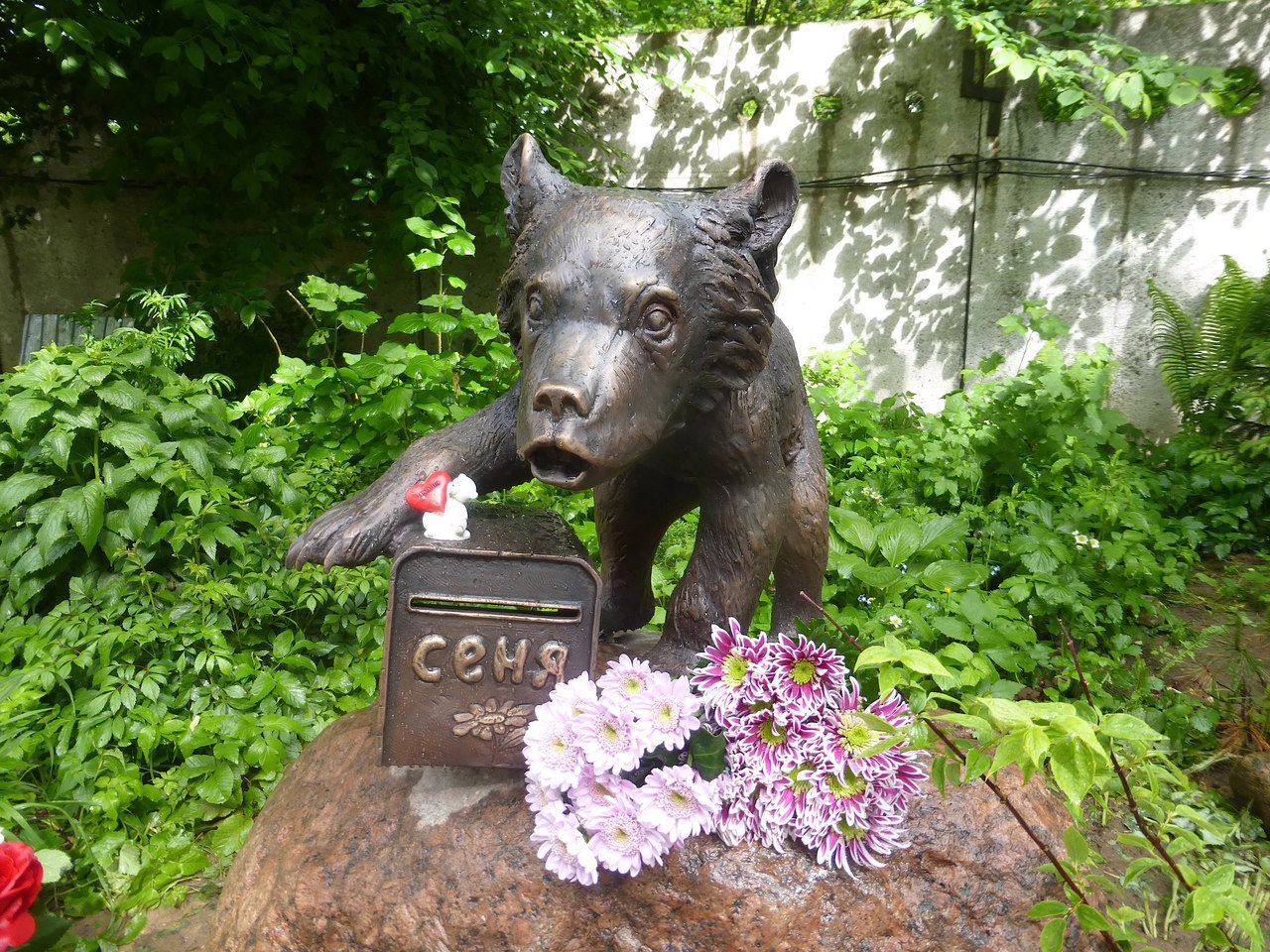
Памятник медведю Сене

## Улицы
Дубовая, Заовражная, Западная, Заречная, Зелёный переулок, Лесная, Новая, Овражная, Павлова, Полевая, Ручейная, Ручейный переулок, Сосновая, Тимошенко, Центральная.